# 我不應該去玩高空滑索
《我不應該去玩高空滑索》是美国动画情景喜剧南方公园第16季的第6集，為總集數第229集。它于2012年4月18日在美国喜剧中央电视台播出，并被评为TV-MA L。
秉承《动物星球》（Animal Planet）的《我不应该活着》（并结合该节目的解说员埃里克·梅耶斯（Eric Meyers））等现实节目的精神，这四个男孩去科罗拉多山尝试滑行，但他们的旅行却不断发生意外的转折。 

## 情节
當阿尼（Kenny）、屎蛋（Stan）、凱子（Kyle）和阿ㄆ一ㄚˇ（Eric Cartman）嘗試決定在春假的最後一天該做什麼的時候，他們突然发現他們在第一次嘗試拉拉鏈的計劃上達成了一致協議。但是，該活動非常繁瑣，其中包含許多安全簡報、閑聊和漫長的等候和旅行時間。男孩們決定在第一次下降後離開，之後他們发現滑索的體驗並無法令他們感到興奮。但是，當導遊告訴他們旅行中還有16條高空滑索後，他們為此感到震驚。
當卡特曼（Cartman）裝滿前一天晚上的快餐食品，以及因喝過量的山露（Mountain Dew）不斷放屁而產生的糖和咖啡因時，他們的情況變得更糟。但他們沒有停下來，而是繼續喝“雙重露水”，它的咖啡因和糖分是山露的兩倍。在被免費的濕三明治午餐進一步耽擱後，男孩們用樹枝在地面上形成“幫助”一詞並等待。卡特曼（Cartman）腹瀉发作並試圖去洗手間，凱爾試圖說服他將森林當成洗手間，但卡特曼聲稱腹瀉會吸引海狸。斯坦（Stan）走近一群雇員，告訴他們他的一位朋友以皰疹為借口離開該小組。因此，儘管他們熱衷於拉鏈，但該雇員仍指向附近的一個馬場，而男孩們則熱切地朝著它前進。 然而，事實證明，這些馬匹也被用於旅行團，而且時速不能超過每小時四英里。當旅行團停下來吃午餐時，凱爾躺在一塊岩石上，虛弱無聊（由於其中一個遊客不斷說“長話短說”，實際上卻使它變長而煩惱）。斯坦（Stan）注意到附近有一個碼頭，因此他們決定嘗試乘船逃脫。出現觀看者酌情警告，閃爍到實時操作序列。
动力船也变慢了（每小时走5英里），男孩们跳动了。卡特曼因腹泻而受到指责，每个人都试图回想起最初的想法，但肯尼（Kenny）不在乎，因为他显然会死于无聊和疱疹的综合症。卡特曼的排泄物排入水中，它吸引了海狸，男孩们在屏幕外奋斗。然后，他们意识到入睡可能会导致死亡，因此，为了让每个人都保持清醒，凯尔要求卡特曼分享他的饮料（现在称为“ Diet Double Dew”，其中咖啡因和糖的含量是“ Double Dew”的一半，相当于常规的山露水），但他拒绝让肯尼触摸，因为他患有疱疹。肯尼最终死于无聊，这三个男孩最终染上疱疹，无论如何也得不到分享。当凯尔（Kyle）和卡特曼（Cartman）开始争论谁的想法是重新拉拉链时，斯坦（Stan）承认他是签约参加拉链拉索的人，以便获得免费的第5代iPod nano （无法交易）。然而，斯坦在一个访谈场景中的其中一集中早些时候就透露了这一点，尽管他不愿告诉他的朋友，但这些场景在采访中都发生得过多了。凯尔和卡特曼對此感到愤怒，他们都情绪崩溃。正如所有希望似乎都消失般，汉基先生奇迹般地将男孩们救了出来，后者将他们带回家。此时，实景动作序列结束并恢复为其原始动画格式（但是，在实景动作序列中仍会对简短的采访场景进行动画处理）。
之后，肯尼的遗体被交付给家人。斯坦（Stan）和卡特曼（Cartman）的疱疹得到了治疗（卡特曼（Cartman）以前曾嘲笑肯尼（Kenny）得了疱疹，现在声称自己是唇疱疹），而凯特曼（Kyle）因卡特曼（Cartman）肠胃胀气后的粪便卡在了鼻子里而住院。出于激励人们提高对拉链的无聊风险的认识，Stan制作了一个视频，但最终像在上一集中一样，在Jason Russell中再次“劫持”於圣地亚哥。卡特曼回去喝Diet Double Dew，因为他拒绝“露水数学”。

## 評價
这集受到评论家的好评。 AV俱乐部的马库斯·吉尔默（Marcus Gilmer）说，这集很有潜力，但放弃了拉链衬里，而是专注于男孩们的无聊如何工作，最终给了这集C-调。 IGN的马克斯·尼科尔森（Max Nicholson）对这集给出了7.5 / 10的“良好”评级，还说该集尚未充分发挥其潜力，但表示该集很有趣。 